# Flugplatz Lichtenfels

i7
i11
i13
Der Flugplatz Lichtenfels (ICAO-Code: EDQL) ist ein Verkehrslandeplatz in der Nähe der Stadt Lichtenfels (Oberfranken), etwa einen Kilometer vom Stadtzentrum entfernt.
Er liegt im Maintal; die Sehenswürdigkeiten Staffelberg, Kloster Banz sowie die Basilika Vierzehnheiligen sind in Sichtweite.

## Geschichte
Bis zur Wende lag der Platz innerhalb der Flugbeschränkungszone (Air Defense Identification Zone) und war nur über zwei Einflugkorridore zu erreichen.

## Betrieb
Zugelassen ist der Platz für Fluggeräte bis 2,0 Tonnen. Die Genehmigung für Ultraleichtflugzeuge wurde im Jahr 2003 erteilt.
Der am Platz tätige Aero Club Lichtenfels e. V. betreibt zwei Motorflugzeuge, eine Cessna 172 und eine Remo DR 400 als Schleppflugzeug. Des Weiteren besitzt der Verein vier Segelflugzeuge: eine ASK 21, eine Rolladen Schneider LS8, eine Rolladen Schneider LS7 sowie eine Rolladen Schneider LS4.
In Privatbesitz am Flugplatz stationiert sind außerdem zwei weitere Rolladen Schneider LS8 sowie zwei Rolladen Schneider LS1f.